# Mimochariergus fluminensis
Mimochariergus fluminensis är en skalbaggsart som beskrevs av Dilma Solange Napp och Jose R.M. Mermudes 1999. Mimochariergus fluminensis ingår i släktet Mimochariergus och familjen långhorningar. Inga underarter finns listade i Catalogue of Life.